# Элесин
Элеси́н (фр. Hélécine, нидерл. Heilissem / Heylissem, валлон. Élessene) — коммуна в Валлонии, расположенная в провинции Валлонский Брабант, округ Нивель. Принадлежит Французскому языковому сообществу Бельгии. На площади 16,62 км² проживают 3068 человек (плотность населения — 185 чел./км²), из которых 49,22 % — мужчины и 50,78 % — женщины. Средний годовой доход на душу населения в 2003 году составлял 13 657 евро.
Почтовый код: 1357. Телефонный код: 019.